# ホンダ・スティード
スティード (Steed) は、本田技研工業が製造販売していたオートバイの車種シリーズ。「Steed」とは英語で「馬」「軍馬」を意味する。

## 概要
ホンダ初の本格的アメリカンとして開発され、発売より約10年間でシリーズ累計8万台もの出荷を記録したベストセラーモデルである。
400ccクラスと600ccクラスの排気量がラインナップされたが、いずれも共通の車体を使用し、全高・全長ともに基本的に同一である。低振動化させたエンジンを敢えて先祖返りさせる、ハーレーダビッドソンのフォルムをなぞるといった、それまでのホンダが払ってきた努力を自ら否定する動きに対し、一部のバイク批評家などから疑問の声が上がったが、結果的に新たなジャンルを築いたこと、高性能すぎるバイク（当時はレプリカモデルの全盛期だった）のアンチテーゼとして認められたことから爆発的なヒットを収めた。日本のクルーザー中興の祖（第一期ブームが1980年代前半に存在した）という評価も得た。
モデル末期には、よりローフォルムのシャドウシリーズに移行する形で消滅している（400ccモデルは1997年から併売されていた）。
1993年ころから急激に人気が出始め、アメリカンブームの影響もあり、400は年間売上でトップになった事もある。対する600の方は「大型2輪免許の取得者のみが堪能出来るもの」として人気があった。なお、400のミッションは5速、600は4速であるが、エンジンやシフト以外の基本設計はすべて同じである。
レプリカブームの1988年から1991年頃までは不人気車種であり、一時は生産終了の噂もあった。人気の要因として、バブル経済の崩壊、マイナーチェンジ（燃料タンクの容量UP）などとも言われていた。
スティードがメディアに登場した例としては、『とんねるずの生でダラダラいかせて!!』において、石橋貴明らが番組内で中型2輪免許を取得し、スティードでツーリングするコーナーがあった（1996年）。

## 車両解説
400ccモデルでは、NV400のものをベースとしブロスproduct2のために新開発されたNC25Eを採用。ミッションは5段となる。キャブレター仕様のシャドウおよびVRXロードスターにおいて同じものが搭載されていた。
600ccモデルではトランザルプ600Vに採用されるPD01Eを採用。ミッションはワイドレンジの4段となる。
ベースとなったモデルでは振動低減のために位相クランクが採用されたが、アメリカンでは振動も味付けの一つとなるため、スティードにおいては同軸クランクが採用された。また、空冷エンジン風のフィンが装着された。
マフラーは右側2本出しのテーパード（葉巻型）タイプを標準装備。カスタム然とした美しいフォルムが人気を呼んだ。手前側に引き気味のティラー・バー型ハンドルを装着していたが、400ccモデルに限りフラット・バー型も選択可能。燃料タンクは当初9リットルの容量であったが、後に11リットルへと増加されている。スピードメーターはトップブリッジ上に装着され、タコメーターおよび燃料計は装備されない。

## 歴史
- 1988年、スティード400および600の販売が開始される。400ccではティーラーバーハンドルの他にフラットバーハンドルも選択できた。
- 1990年、バックレストが標準装備となる。
- 1993年、燃料タンク容量が9Lから11Lへと増加される。
- 1995年
  - 06月、装備を簡素化し価格を下げたVCLが追加。
  - 12月、ギア比、マフラー構造、キャブレターセッティングの変更が行われ、400ccモデルの出力と燃費が向上される。バリエーションモデルとしてVSEが追加。
- 1998年、スプリンガーフロントフォークを装備したVLSを追加。同時にVSE、VCL、600ccモデルの製造が終了された。再度ギア比の変更が行われている。
- 2001年、VLSの製造が終了し一車種に統合され、サブネームは消滅する。排ガス規制対応が行われる。

## モデル一覧

### VLX
スティードVCLの登場に合わせ、従来モデルにVLXのサブネームが与えられた。これはスティード600の北米輸出仕様であるVT600シャドウに与えられていた名称である。

### VCL
VCLは、従来型のモデルの装備を簡略化して本体価格を3万円低減させたモデルである。標準装備されていたバックレストをオプション化、シート表皮をシンプルなソリッドタイプとした。

### VSE
後輪にVツイン・マグナと同様のアルミ製ディッシュホイールを追加、リアフェンダーおよびテールランプ周りの変更をしたほか、大型のハンドルを採用するなど力強さを強調した。

### VLS
1998年、誕生10周年の節目に発売されたモデル。カスタム色を強めクラシカルな外見のスプリンガー・フロントフォーク、21インチの大径フロントタイヤを採用し、よりローダウン化が図られている。リアフェンダー周りはVSEと同一の物である。

### 最終モデル
2002年の排ガス規制強化に際してVLSは生産を中止。VLXのみに排ガス規制対応措置（エアの二次導入）が施され、名称はアルファベット表記を用いないスティードに戻されている。これが最後のモデルチェンジとなり、同じ系列のエンジンを搭載するシャドウシリーズに吸収された。